# Conichalcite
La conichalcite est un minéral de la classe des phosphates qui appartient au groupe de l'adélite-descloizite. Il a été découvert en 1849 dans la ville espagnole d'Hinojosa del Duque (Cordoue), et son nom dérive du grec Konis (poussière) et khalkós (cuivre), faisant allusion à sa composition et à son apparence.

## Caractéristiques
La conichalcite appartient au groupe adélite-descloizite, qui regroupe tous les arséniates et vanadates orthorhombiques. C'est l'analogue avec l'arsenic de l'hermannroséite (CaCuPO4(OH)). Elle forme le terme extrême (en) de plusieurs séries de solution solide, les autres termes étant :
- austinite, CaZnAsO4(OH) [4]
- cobaltaustinite, CaCoAsO4(OH) [5]
- duftite, PbCuAsO4(OH) [6]
- tangéite, CaCuVO4(OH) [7]

En plus des éléments de sa formule, CaCu(AsO4)(OH), elle peut contenir comme impuretés qui lui donnent des tonalités : le magnésium, le phosphore, le vanadium et le zinc. C'est un minerai de cuivre, mais de peu d'importance.

## Classification
Selon la classification de Nickel-Strunz, la conichalcite appartient à "08.BH: Phosphates, etc. avec des anions supplémentaires, sans H2O, avec des cations de taille moyenne et grande, (OH, etc.):RO4 = 1:1", avec les minéraux suivants : thadeuite, durangite, isokite, lacroixite, maxwellite, panasqueiraïte, tilasite, drugmanite, bjarébyite, cirrolite, kulanite, penikisite, perloffite, johntomaïte, bertossaïte, palermoïte, carminite, sewardite, adélite, arsendescloizite, austinite, cobaltaustinite, duftite, gabrielsonite, nickelaustinite, tangéite, gottlobite, hermannroséite, čechite, descloizite, mottramite, pyrobelonite, bayldonite, vésigniéite, paganoïte, jagowerite, carlgieseckeite-(Nd), attakolite et leningradite.

## Formation et gisements
C'est un minéral secondaire que l'on trouve habituellement dans les zones d'oxydation des gisements de minéraux de cuivre riches en arsenic. Elle est généralement le produit d'altération de l'énargite. Elle est généralement associée à d'autres minéraux tels que l'olivine, la malachite, la limonite, la libéthénite, la jarosite, le clinoclase, la brochantite, l'azurite et l'austinite.